# 스테파니 요스텐
스테파니 요스텐(Stefanie Joosten, 1988년 8월 5일 ~ )은 네덜란드의 배우이다. 2015년 코나미에서 발매한 게임 메탈 기어 솔리드 V: 팬텀 페인의 등장인물인 콰이어트의 3D 모델, 목소리 및 모션 캡쳐를 맡았다. 2011년부터 일본에서 활동하고 있다.